# Aposturisoma myriodon
Aposturisoma myriodon — єдиний вид риб роду Aposturisoma (Апостурісома) з триби Harttiini підродини Loricariinae родини Лорікарієві ряду сомоподібні. Наукова назва походить від грецького слова apo-, що означає «поза», «ззовні», німецького слова sturio, тобто «осетер», грецького слова soma — «тіло».

## Опис
Загальна довжина сягає 20 см. Зовнішністю цей сом дещо схожий на осетра. Голова помірно масивна, сильно сплощена зверху. Очі середнього розміру, розташовані з боків голови. Верхня щелепа видається вперед, утворюючи своєрідний «ніс». Рот доволі великий, видовжений. Тулуб помірно широкий. Спинний плавець невеличкий, з дуже короткою основою. Жировий плавець низький, трохи подовжений. Грудні плавці широкі, витягнуті. Черевні плавці маленькі. Хвостове стебло товсте. Хвостовий плавець помірно короткий, дещо широкий.
Забарвлення сіро-коричневе.

## Спосіб життя
Біологія досліджена недостатньо. Це демерсальна риба. Віддають перевагу швидким струмкам (з температурою 23—28 °C), на невеличкій глибині, де дно всіяне дрібною галькою. Живляться водними безхребетними і дрібною рибою.

## Розповсюдження
Поширені у верхній частині басейну річки Амазонка (на території Перу).